# William DuBois
William R. Dubois (1879-1953) fue un arquitecto estadounidense. Fue un arquitecto prolífico en Wyoming y los estados cercanos.

## Carrera
William Robert Dubois diseñó más de 70 edificios comerciales en Cheyenne, incluidos casi todos los que se construyeron en Cheyenne entre 1900 y 1920. Diseñó más de 100 casas, 27 escuelas, seis iglesias y cuatro bibliotecas Carnegie.
Nació en Chicago, Illinois el 15 de noviembre de 1879.
Se formó en la Escuela de Arquitectura de Chicago y trabajó para estudios de arquitectura en Chicago y Albuquerque antes de mudarse a Cheyenne en 1901. Llegó como arquitecto supervisor de una Biblioteca Carnegie.
Murió el 31 de mayo de 1953.
Varias de sus obras figuran en el Registro Nacional de Lugares Históricos de los Estados Unidos.

## Obras
Las obras incluyen (atribución):
- Biblioteca Carnegie (1901), en Cheyenne
- Bibliotecas públicas Carnegie en Basin, Green River, Rock Springs y Eaton, Colorado[2]
- Atlas Theatre (construido en 1887), 213 W. 16th St., Cheyenne (Dubois, William), listado en NRHP
- Charles L. Beatty House (1916), 2320 Capitol Ave., Cheyenne (Dubois, William Robert), listada en NRHP[2]
- Cheyenne High School, 2810 House Ave., Cheyenne (Dubois, William), listada en NRHP
- Escuela pública de Churchill, 510 W. 29th St., Cheyenne (Dubois, William), listada en NRHP
- Edificio de la ciudad y el condado, 19th St. y Carey Ave., Cheyenne (Dubois, William), listado en NRHP
- Corlett School, 600 W. 22nd St., Cheyenne (Dubois, William), listada en NRHP
- Edificio de oficinas federales-Cheyenne, 308 W. 21st St., Cheyenne (Dubois, William), listado en NRHP
- William Goodale House, 214 S. Fourteenth St., Laramie (Dubois, William), listado en NRHP
- Johnson Public School, 711 Warren Ave., Cheyenne (Dubois, William), listada en NRHP
- Escuela Lincoln, 209 S. Cedar St., Laramie (Dubois, William R.), listada en NRHP
- Lulu McCormick Junior High School, 2001 Capitol Ave., Cheyenne (Dubois, William), listada en NRHP
- Morton Mansion, 425 Center St., Douglas (Dubois, William L.), listado en NRHP
- Teatro Rialto, 102 E. Second St., Casper (Dubois & Goodrich), listado en NRHP
- Wyoming Fuel Company, 720 W. 18th St., Cheyenne, (Dubois, William), cotizada en NRHP
- Asilo para enfermos mentales del estado de Wyoming, 831 WY 150 S, Evanston (Dubois, William), listado en NRHP
- Seis obras en Dubois Block, Cheyenne, listadas por NRHP[4]
- Una o más obras en el Distrito Histórico del centro de Cheyenne, delimitadas aproximadamente por las calles 15 y 16 y las avenidas Central y Pioneer. Cheyenne (Dubois, William), listado en NRHP
- Una o más obras en el Distrito Histórico del centro de Cheyenne (aumento de límites I), delimitadas aproximadamente por las calles 17 y 18, las avenidas Pioneer y Carey, también a lo largo de la avenida central y la calle 17 Cheyenne (Dubois, William), listada por NRHP
- Una o más obras en el Distrito Histórico del centro de Cheyenne (aumento de límites II), delimitadas aproximadamente por Nineteenth St., Capital Ave., Seventeenth St. y Carey Ave. Cheyenne (Dubois, William), listado en NRHP
- Una o más obras en el Distrito Histórico de Moore Haven Heights, entre Bent Ave. en el lado W., E. de Central Ave. en el E., W. 8th Ave. en el N., W. Pershing Blvd en el S. Cheyenne (Dubois, William H.), listado en NRHP